# Jacqueline Sweeney
Jacqueline Sweeney Kloss (Ames, Iowa, 17 de agosto de 1930 – Antigua, 10 de marzo de 2001) fue una astrónoma estadounidense.
Se mudó a Cambridge, Massachusetts, para estudiar astronomía en el Radcliffe College. Tras graduarse allí, en 1952, trabajó en el Observatorio del Harvard College (HCO), en el Centro de astrofísica Harvard-Smithsonian, como investigadora asistente del profesor Harlow Shapley. También fue curadora del repositorio de imágenes del HCO.
Sweeney falleció de un fallo cardíaco cuando se encontraba de vacaciones con su esposo en la isla Antigua.